# 1er septembre dans les chemins de fer
1er août 1er octobre
Chronologies thématiques
- Croisades
- Sports
- Disney

Cette page concerne les événements qui se sont déroulés un 1er septembre dans les chemins de fer.

## Événements

### XIXesiècle
- 1839 : en  France, mise en service au trafic passagers de la liaison Mulhouse - Thann, troisième ligne de France, premier tronçon de la ligne Mulhouse - Lutterbach - Cernay - Thann - Kruth (38 km). La section Mulhouse - Lutterbach est aujourd'hui en tronc commun avec la liaison Mulhouse - Strasbourg.
- 1854 : en Norvège, inauguration de la ligne Hovedbanen, première ligne de chemin de fer en Norvège. Elle relie Oslo à Eidsvoll.
- 1866 : en  France, ouverture de la Gare de Bourg-en-Bresse qui est un important nœud ferroviaire, avec les lignes : de Mâcon à Ambérieu, de Bourg-en-Bresse à Bellegarde, de Mouchard à Bourg-en-Bresse et de Lyon-St-Clair à Bourg-en-Bresse.
- 1882 : en Belgique, ouverture de l'ancienne gare d'Ellezelles qui est aujourd'hui désaffectée
- 1899 : en France, mise en service du tronçon Berck-Ville - Berck-Plage de la ligne Aire-sur-la-Lys - Berck-Plage.

### XXesiècle
- 1905 : en France, mise en service de la section Lanne-en-Barétous-Tardets de la ligne Oloron-Mauléon (compagnie du chemin de fer Pau-Oloron-Mauléon et du tramway de Bayonne à Biarritz)
- 1996 : en Chine, mise en service de la nouvelle ligne ferroviaire Jing Jiu, liaison longue de 2 553 km, qui relie directement Pékin à Kowloon près de Hong Kong.
- 1999 : en France, suppression de la première classe dans les trains de la banlieue parisienne exploités par la SNCF.

### XXIesiècle
- 2003 : en Allemagne, le groupe Stinnes (racheté par la DBAG en septembre 2002) gère l'ensemble des activités logistiques de la Deutsche Bahn, coiffant les différentes branches : Schenker, Transfracht, Kombiverker, et Railion, qui assure la traction ferroviaire.